# Svartálfar
En la mitologia nòrdica, svartálfar (antic nòrdic per 'elfs negres', singular svartálfr) són éssers que habiten a Svartálfaheimr (nòrdic antic per 'món dels elfs negres'). Tant els svartálfar i Svartálfaheimr són documentats només a l'Edda prosaica, escrita al segle xiii per Snorri Sturluson, en la qual s'esmenten en dos llibres: Gylfaginning (Svartálfaheimr) i Skáldskaparmál (svartálfar). En el capítol 33 del Gylfaginning, la figura entronitzada de l'Alt parla de l'encadenament del llop Fenrir. L'Alt relata que quan Fenrir havia crescut tant que els déus van començar a preocupar-se'n, el déu Odin va enviar el missatger del déu Freyr, Skírnir, a Svartálfaheimr a parlar amb "els nans que feien el fi, encara que immensament fort, lligam Gleipnir de sis ingredients fantàstics. Mentre que les altres cadenes van fallar, Gleipnir va tenir èxit encadenant el llop. Aquests ingredients són elements impossibles, com l'aire d'un peix quan bufa o el miol d'un gat i, per tant, invisibles.
En el capítol 35 del Skáldskaparmál, es detalla que el déu Loki va tallar el llustrós cabell d'or de la dea Sif, l'esposa del déu Thor. En assabentar-se Thor, tenint captiu Loki, va tenir la intenció de trencar tots els ossos del cos del déu fins que Loki jurés que aconseguiria que els svartálfar fessin "una cabellera d'or que creixés com qualsevol altra d'una dona". Loki llavors va viatjar fins a trobar un grup de nans, els fills d'Ivaldi, que no sols forjaren els cabells de Sif sinó també altres importants objectes pertanyents als déus, i la història continua.
Els investigadors han observat que svartálfar sembla un sinònim de nans i, potencialment, també de dökkálfar (nòrdic antic, 'elfs foscos'). Els investigadors han comentat que, ja que tots dos documents esmenten els éssers i la ubicació, més aviat semblen referir-se als nans, svartálfr i nan poden ser simplement sinònims del mateix concepte. L'acadèmic John Lindow comenta que si els dökkálfar i els svartálfr es consideraven el mateix poble en el moment de la redacció de l'Edda prosaica, no és del tot clar.